# Kókuszpálma
A kókuszpálma (Cocos nucifera) az egyszikűek (Liliopsida) osztályába, a pálmavirágúak (Arecales) rendjébe és a pálmafélék (Arecaceae) családjába tartozó faj.

## Elterjedése

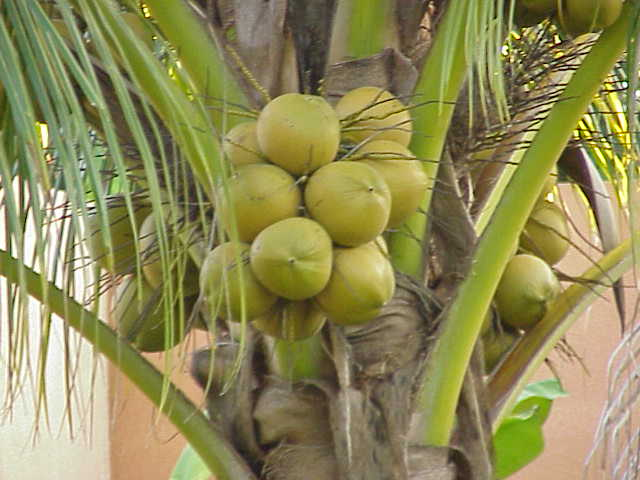
kókuszpálma

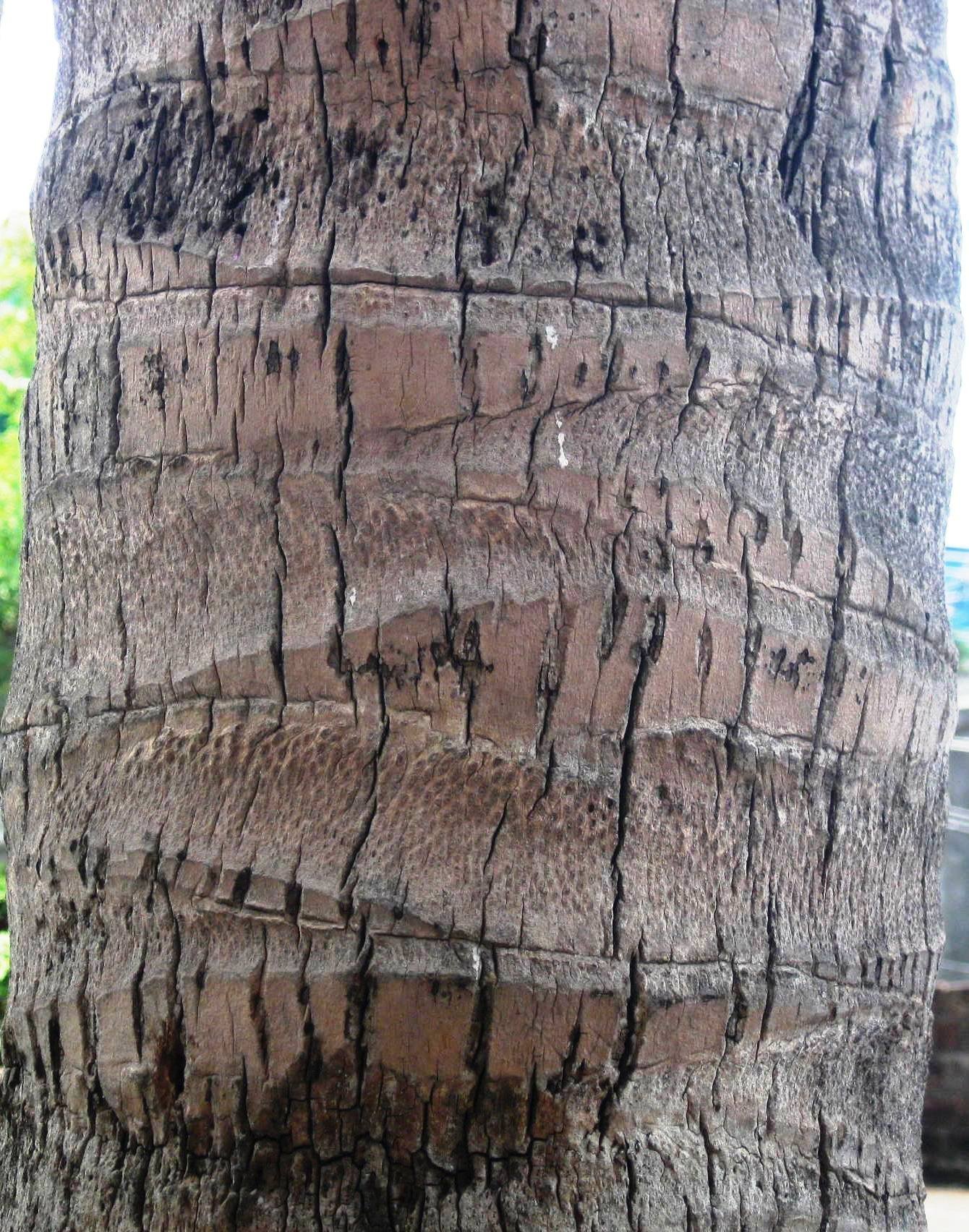
Kókusz törzs

Valószínűleg az Indiai-óceán szigeteiről vagy az Ázsia és Ausztrália közt elterülő szigetcsoportról terjedhetett el. Sok helyen előfordul, mivel a lehullott magok hosszú hónapokig megőrizhetik csírázóképességüket és a tengeren úszva az anyanövénytől akár 4000 kilométerre is kezdhetik a csírázásukat.

## Leírása
A gyakran 25-30 méter magasságot elérő törzse egyenes, vagy ívesen meghajló, alapjánál megvastagodó. Jellemzően világosszürke színű. Gyökérzete nem hatol mélyre, de a földfelszín feletti járulékos gyökerei kitámasztják a törzset, így jól ellen tud állni az erős viharoknak is. A hatalmas, 3-6 méter hosszú szárnyalt levelekből álló üstökös levélkorona legtöbbször 25-35 levélből áll. Egylaki, virágai sárgák.

### Termése
Termése, a kókuszdió, lecsüngő és tojás alakú, színe a zöldesszürkétől a narancssárgáig terjedhet. Mérete 30 centiméter hosszú, 18 centiméter átmérőjű, 1-2 kilogramm tömegű.

## Felhasználása
A kókuszdiót borító durva rostszálakat kefesörték, tömítőanyagok, valamint – textilipari eljárásokkal –  szőnyegek, lábtörlők, zsinórok készítésére lehet felhasználni. Ehhez az éretlen kókuszdiókat 3 napig vízben áztatják, így a rostok leválaszthatók a kemény héjról. Ezután a rostokat megszárítják, gerebenezik. Textilipari feldolgozáshoz fonalat készítenek belőlük. A kókuszszőnyegek rendkívül rugalmasak, korábban így készültek a tornatermi szőnyegek. 1000 kg kókuszdióból kb. 35 kg keferostot és 150 kg fonásra alkalmas rostot lehet előállítani.
Szintén a terméséből nyerik ki a koprát, ami a kókuszdió kiszárított húsa, és alapanyaga a kókuszolajnak és számos takarmánynak.
Kókusztejet a reszelt húsából állítják elő préseléssel és a kívánt konszisztenciától függően vizet adnak hozzá. Tejet és tejszínt helyettesíthet különböző ételekben. Az áttetsző folyadékot ami a kókuszdióban van, kókuszvíznek nevezik, ezt ivásra használják, nem úgy mint a kókusztejet.
A kókusztejet és a kókuszkrémet az ázsiai konyhákban elsősorban főzéshez használják, hasonlóan mint az európai konyhákban megszokott tejet, tejszínt, tejfölt, de ivásra nem. A kókusztej nem iható.
Úgy tartják, hogy kókuszt tartalmazó krémek használnak ekcéma és pikkelysömör ellen. A kókuszzsír tartalmaz laurinsavat ami kedvezően hat az immunrendszerre és az emésztőrendszerre.